# Гороховая плодожорка
Гороховая плодожорка, или гороховая листовёртка (лат. Cydia nigricana, syn. Laspeyresia nigricana) — бабочка семейства листовёрток. Повреждает горох, чечевицу, поедая зерна. Распространена в Западной, Центральной и Южной Европе до Малой Азии; в южной части Северной Европы; в США, Канаде, в европейской части России, Белоруссии, Прибалтике.